# زمین‌لرزه ۲۰۱۰ ایلینوی
زمین‌لرزه ایلی‌نوی  در تاریخ ۱۰ فوریه ۲۰۱۰ میلادی، برابر با ‎۲۱ بهمن ۱۳۸۸، ساعت ۲۱:۵۹:۳۵ به زمان یوتی‌سی در ایلی‌نوی ، منطقه ایلی‌نوی شمالی رخ داد.ژرفای این زلزله ۱۰ کیلومتر بود. بزرگی آن ۳٫۸ در مقیاس Mw بدست آمده‌است.